# Ofelia (księżyc)
Ofelia (Uran VII) – jeden z księżyców Urana, odkryty w 1986 roku przez Richarda Terrile’a, na podstawie zdjęć wykonanych przez sondę Voyager 2. Jego nazwa pochodzi od córki Poloniusza i narzeczonej tytułowego bohatera Hamleta Williama Shakespeare’a.
Ofelia jest zewnętrznym księżycem pasterskim utrzymującym w równowadze pierścień epsilon Urana. Krąży ruchem prostym wokół planety, po nieco eliptycznej orbicie. Okres obiegu Ofelii wokół Urana jest krótszy od okresu obrotu planety, dlatego siły pływowe powodują, że promień orbity satelity powoli się zmniejsza.